# Списак носилаца заставе Кипра на Олимпијским играма
Ово је списак носилаца заставе Кипра на олимпијским играма.
Носиоци заставе носе националну заставу своје земље на церемонији отварања олимпијских игара.
| #  | Година                       | Носилац                   | Спорт          |
| -- | ---------------------------- | ------------------------- | -------------- |
| 21 | 2018. Пјонгчанг (зимске)     | Динос Лефкаритис          | Алпско скијање |
| 20 | 2016. Рио де Женеиро (летње) | Павлос Контидес           | Једрење        |
| 19 | 2014. Сочи (зимске)          | Константинос Папамихаел   | Алпско скијање |
| 18 | 2012. Лондон (летње)         | Маркос Багдатис           | Тенис          |
| 17 | 2010. Ванкувер (зимске)      | Кристофер Папамихалопулос | Алпско скијање |
| 16 | 2008. Пекинг (летње)         | Јоргос Ахилеос            | Стрељаштво     |
| 15 | 2006. Торино (зимске)        | Теодорос Христодулу       | Алпско скијање |
| 14 | 2004. Атина (летње)          | Јоргос Ахилеос            | Стрељаштво     |
| 13 | 2002. Сот Лејк Сити (зимске) | Теодорос Христодулу       | Алпско скијање |
| 12 | 2000. Сиднеј (летње)         | Антониос Андреу           | Стрељаштво     |
| 11 | 1998. Нагано (зимске)        | Андреас Васили            | Алпско скијање |
| 10 | 1996. Атланта (летње)        | Анинос Маркулидис         | Атлетика       |
| 9  | 1994. Лилехамер (зимске)     | Каролина Фотијаду         | Алпско скијање |
| 8  | 1992. Барселона (летње)      | Мариос Хаџиандреу         | Атлетика       |
| 7  | 1992. Албервил (зимске)      | Сократис Аристодиму       | Алпско скијање |
| 6  | 1988. Сеул (летње)           | Михалакис Тимбиос         | Стрељаштво     |
| 5  | 1988. Калгари (зимске)       | Каролина Фотијаду         | Алпско скијање |
| 4  | 1984. Лос Анђелес (летње)    | Мариос Касијанидис        | Атлетика       |
| 3  | 1984. Сарајево (зимске)      | Алексис Фотијадис         | Алпско скијање |
| 2  | 1980. Москва (летње)         | Костас Папакостас         | Џудо           |
| 1  | 1980. Лејк Плесид (зимске)   | Андреас Пилавакис         | Алпско скијање |